# ラズベリー・ベレー
『ラズベリー・ベレー』（Raspberry Beret）はプリンス&ザ・レヴォリューションの楽曲である。

## 概要
『アラウンド・ザ・ワールド・イン・ア・デイ』からのファースト・シングル。歌詞は安物雑貨店で会ったラズベリー色のベレー帽を被った女性との性的体験を表すもの。
本作には12インチ盤に収録されているニュー・ミックスがあり、イントロとアウトロが延長されている(イントロの延長はミュージック・ビデオにも反映されている)。このバージョンは『アルティメイト・ベスト』に収録されている。

## ミュージック・ビデオ
この曲のミュージック・ビデオは1985年6月5日にロサンゼルスのS.I.R.で撮影された。プロデューサーはサイモン・フィールズでアニメーションはコロッサル・ピクチャーズの設立者の一人であるドリュー・タカハシが手がけた。バンドが、『アラウンド・ザ・ワールド・イン・ア・デイ』のジャケットに描かれている衣装で、たくさんのダンサーに囲まれて演奏する映像とアニメーションで構成されている。これはプリンスが実写と全く別のビデオの作成をタカハシに依頼しており、それをマッシュアップした結果だという。バンドを囲んでいるダンサーの中にジャームズやフー・ファイターズでの活動が有名なパット・スメアがいるがデイヴ・グロールによると他のダンサーとシンクロしたダンスが出来ずクビにされかけたらしい。またプリンスはビデオの撮影時にひどく髪を傷めていたのでプリンスのヘアスタイリスト、アール・ジョーンズは「このビデオでのプリンスのヘアスタイルは文字通り、私ができる限界だった。」と述べている。

## クレジット
※出典
- プリンスｰリード・ボーカル、ギター
- ウェンディ・メルヴォワンｰバッキング・ボーカル
- リサ・コールマンｰバッキング・ボーカル
- スザンナ・メルヴォワンｰバッキング・ボーカル
- ノヴィ・ノヴォグｰヴァイオリン
- スージー・カタヤマｰチェロ
- デヴィッド・コールマンｰチェロ

## 収録曲
- アメリカ盤7インチ

A. ラズベリー・ベレー – 3:31
B. シーズ・オールウェイズ・イン・マイ・ヘア– 3:27
- アメリカ盤12インチ

A. ラズベリー・ベレー(ニュー・ミックス) – 6:34
B. シーズ・オールウェイズ・イン・マイ・ヘア (ニュー・ミックス) – 6:32
- イギリス盤7インチ

A. ラズベリー・ベレー – 3:31
B. ハロー – 3:23
- イギリス盤12インチ

A. ラズベリー・ベレー(ニュー・ミックス) – 6:34
B. ハロー(延長版)– 6:23

## チャート

### 週間チャート
| Chart (1985)                           | Peak position |
| -------------------------------------- | ------------- |
| オーストラリア (Kent Music Report)     | 13            |
| ベルギー (Ultratop 50 Flanders)        | 25            |
| カナダ (RPM)                           | 10            |
| フィンランド (Suomen virallinen lista) | 13            |
| アイルランド (IRMA)                    | 24            |
| オランダ (Dutch Top 40)                | 19            |
| オランダ (Single Top 100)              | 23            |
| ニュージーランド (Recorded Music NZ)   | 2             |
| UK シングルス (OCC)                    | 25            |
| US R&B (Billboard)                     | 3             |
| US Billboard Hot 100                   | 2             |
| US Mainstream Rock (Billboard)         | 40            |
| 西ドイツ (GfK Entertainment charts)    | 35            |

### 年間チャート
| チャート (1985)                      | 最高位 |
| ------------------------------------ | ------ |
| US Top Pop Singles (Billboard)       | 51     |
| US Hot R&B/Hip-Hop Songs (Billboard) | 44     |